# Hyphelithia stupida
Hyphelithia stupida är en skalbaggsart som beskrevs av Hippolyte Louis Gory och Achille Rémy Percheron 1835. Hyphelithia stupida ingår i släktet Hyphelithia och familjen Cetoniidae. Inga underarter finns listade i Catalogue of Life.